# セシル・B/ザ・シネマ・ウォーズ
『セシル・B/ザ・シネマ・ウォーズ』（Cecil B. Demented）は、2000年に制作されたアメリカ合衆国の映画。

## ストーリー
ハリウッド女優のハニー・ホイットロックは、ボルティモアの映画館で試写会の挨拶中に誘拐される。彼女を誘拐したのは、現在のハリウッドの拝金主義・良識主義に異を唱えるセシル・B・ディメンテッドを先頭とするスプロケット・ホールズだった。彼らはハニーを利用してゲリラ撮影を敢行し、ハリウッド映画に対抗して究極のインディーズ映画を作ろうとする。

## キャスト
- セシル・B・ディメンテッド - スティーヴン・ドーフ（日本語吹替 - 森川智之）
- ハニー・ホイットロック - メラニー・グリフィス（深見梨加）
- チェリッシュ - アリシア・ウィット（湯屋敦子）
- ルイス - ラリー・ギリアード・Jr（高木渉）
- リビー - リッキー・レイク
- マイケル・シャノン（藤原啓治）
- エイドリアン・グレニアー
- レイヴン - マギー・ジレンホール（武田佳子）
- パトリシア・ハースト
- ミンク・ストール
- 自身：ケヴィン・ニーロン
- 自身：ロザンヌ・バー
- エリック・ロバーツ
- その他の日本語吹き替え：杉山紀彰／渡辺美佐／本田貴子／木内レイコ／成田剣／坪井智浩／三輪夕里子／今野宏美／佐藤しのぶ／北川勝博／遠藤純一／星野充昭／藤本隆行／斉藤次郎／木村雅史／川村拓央／重松朋／安達まり／髙月希海